# Jimmy Haslip
Jimmy Haslip (New York, 31 dicembre 1951) è un bassista e produttore discografico statunitense.
È conosciuto soprattutto per essere uno dei membri fondatori del gruppo fusion Yellowjackets e per essere stato uno dei primi bassisti ad utilizzare un basso a 5 corde. Bassista mancino, ha inoltre la particolarità di suonare il basso con le corde invertite, cioè con la corda più acuta in alto e la corda più grave in basso.
Oltre agli Yellowjackets, Haslip ha collaborato o collabora con numerosi altri artisti importanti quali: Bruce Hornsby, Rita Coolidge, Gino Vannelli, Kiss, Tommy Bolin, Allan Holdsworth, Marilyn Scott, Chaka Khan, Al Jarreau, Donald Fagen e Anita Baker.
Haslip ha realizzato due album da solista, Arc e Red Heat. È stato inoltre un membro della rock band Blackjack dal 1979 al 1980 insieme a Bruce Kulick, Sandy Gennaro, e Michael Bolton.